# Eupelmus splendidus
Eupelmus splendidus är en stekelart som först beskrevs av Girault 1913.  Eupelmus splendidus ingår i släktet Eupelmus och familjen hoppglanssteklar. Inga underarter finns listade i Catalogue of Life.